# Gia Allemand
Gia Marie Allemand (Queens, 20 dicembre 1983 – New Orleans, 14 agosto 2013) è stata una modella e attrice statunitense.
È nota per essere apparsa in Maxim e aver partecipato a due reality show della ABC, The Bachelor: On the Wings of Love e Bachelor Pad.

## Carriera

### Modella e attrice
Gia Marie Allemand nacque da Eugene e Donna Allemand presso Howard Beach, un quartiere di Queens, New York City, e crebbe a Staten Island e nei paraggi del sobborgo di Manorville, New York, a Long Island, dove si diplomò presso la Lindenhurst High School nel 2001. I suoi genitori si separarono nel 1992 e poi divorziarono. Donna Allemand sposò Tony Micheletti, e lo descrisse come più legato a Gia di quanto non fosse stato il padre biologico.
Gia iniziò presto l'attività di modella, e da bambina apparve in una pubblicità della Johnson & Johnson. Da adolescente non considerava una carriera come modella. Tuttavia, a 19 anni ha iniziato a fare la modella dopo che le è stato chiesto di partecipare a una gara di costumi da bagno che lei dichiarò di aver vinto. Allemand è arrivata seconda nel concorso Miss Hawaiian Tropic e nel Miss Red Hot Taj Mahal Super Bowl nel 2005. È principalmente nota per essere apparsa come modella in costume su Maxim nel 2007. Nel 2008, fu nominata Miss Bikini-USA's Model of the Year. L'anno seguente Allemand si è piazzata prima nella categoria short bikini dei campionati NPC Arnold Amateur. Oltre che come modella, la Allemand ha lavorato come consulente in moda e campi creativi presso la Dream It Make It.
Gia Allemand ha detto in un'intervista che ha sempre avuto una passione per la recitazione e l'esibizione. È stata una ballerina professionista, ma la sua carriera di ballerina fu compromessa dopo essersi infortunata al tendine del ginocchio e al tendine di Achille. Tuttavia, Allemand ha preso lezioni di recitazione al liceo e all' Hartford College.
Nel 2010, è stata selezionata per interpretare un ruolo in un film in uscita prodotto da Brett Ratner sulla vita dell'attore Gianni Russo. È stata scelta per interpretare la controfigura dell'attrice Ava Gardner. Russo la chiamò per il ruolo dicendo "Gia assomiglia molto ad Ava, ma è stata la passione che ha avuto a convincermi a coinvolgerla".

### Televisione
Il lavoro di Allemand in televisione è iniziato quando è stata scelta come membro del cast del reality show ABC The Bachelor: On the Wings of Love, stagione 14 della serie The Bachelor, trasmessa per la prima volta il 4 gennaio 2010. Lo spettacolo l'ha collocata con altre 24 donne dove tutte contendevano l'affetto del pilota Jake Pavelka. Fu la secondultima concorrente eliminata da Pavelka. Il 18 febbraio del 2010 Allemand apparve in The Ellen DeGeneres Show, dove discusse della sua vita dopo The Bachelor.
In seguito, Allemand si è unita al cast dello spin-off di Bachelor di ABC, Bachelor Pad. Lo spettacolo è stato presentato in anteprima il 9 agosto 2010 su ABC. Gia Allemand ha citato un rapporto esistente come la ragione per cui si è rifiutata di partecipare al gioco "kissing contest" dello show che ha portato alla sua eliminazione nel terzo episodio. Prima di apparire su Bachelor Pad Gia Allemand è stata protagonista di un'edizione speciale del programma 20/20 della ABC: Inside the Bachelor: Stories Behind the Rose.
Allemand è apparsa nel cortometraggio a episodi Ghost Trek: The Kinsey Report, una commedia horror su un reality show paranormale, in cui la Allemand interpreta il ruolo della produttrice Shawna Leibowitz.

## Morte
Il 12 agosto 2013, Gia Allemand è stata ricoverata all'ospedale universitario di New Orleans dopo un tentativo di suicidio per impiccagione. È stata dichiarata cerebralmente morta e rimossa dal supporto vitale due giorni dopo all'età di 29 anni. Al momento della morte viveva a New Orleans e stava frequentando il giocatore di NBA Ryan Anderson che in quel periodo giocava per i New Orleans Pelicans.
Un video tributo alla Allemand fu trasmesso durante un episodio del 2014 di The Bachelor.
I suoi funerali si sono svolti nella Trinity Grace Church, una chiesa cristiana senza denominazione nel quartiere Chelsea di Manhattan.